# Benten-dō

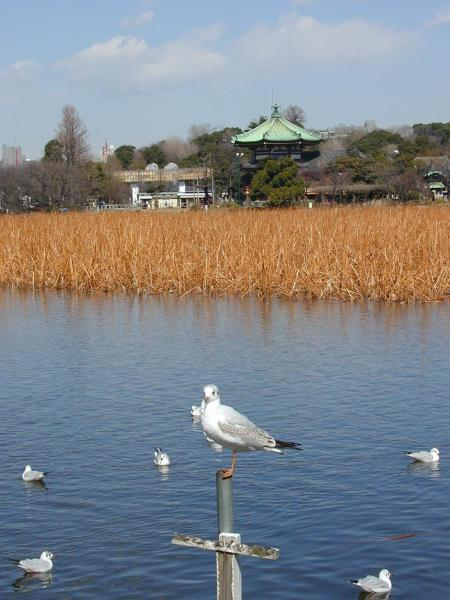
Le benten-dō de Tokyo dans le parc d'Ueno au milieu du Shinobazu no ike.

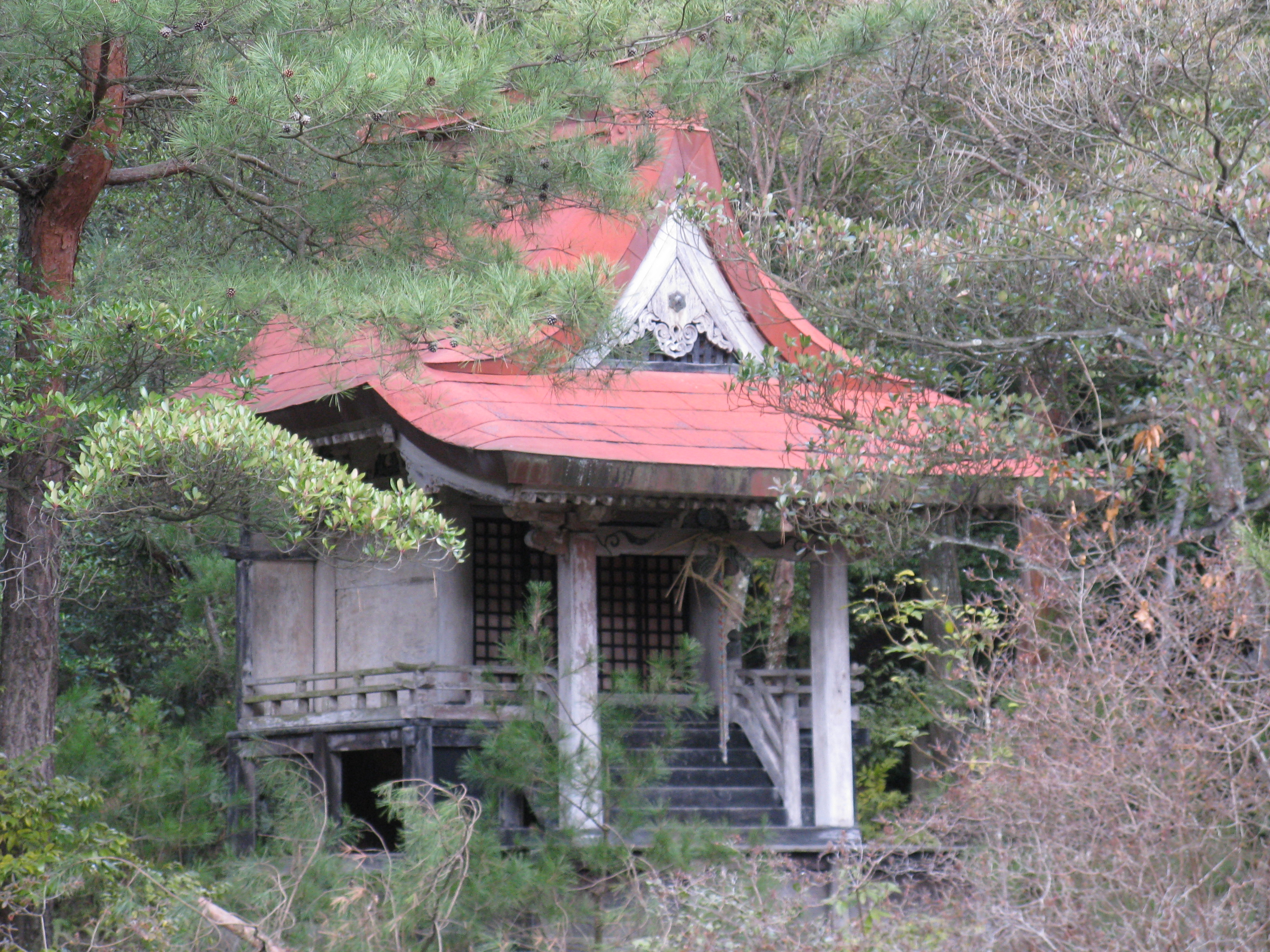
Exemple de benten-dō.

Au Japon, un benten-dō (弁天堂, lit. « hall de Benten ») est un temple bouddhiste dédié à Benten ou Benzaiten, déesse de la richesse, du bonheur, de la sagesse et la musique. Beaucoup de ces temples existent dans tout le Japon.
Parce que la déesse est, à l'origine, la personnification d'une rivière, les benten-dō se trouvent souvent à côté de quelque source d'eau, une rivière, un étang, une source ou même la mer. La déesse est habituellement considérée comme essentiellement la même que le kami Ugajin dans le syncrétisme du bouddhisme et du culte local des kamis appelé shinbutsu shūgō. Pour cette raison, les benten-dō peuvent se trouver également dans de nombreux sanctuaires shinto, en dépit de l'usage du suffixe -dō qui est l’appellation traditionnelle des bâtiments bouddhistes. En revanche, les bâtiments des sanctuaires shintoïstes utilisent le suffixe den, comme dans honden.
Le Kawahara-jinja à Nagoya est un exemple de cette association syncrétique.

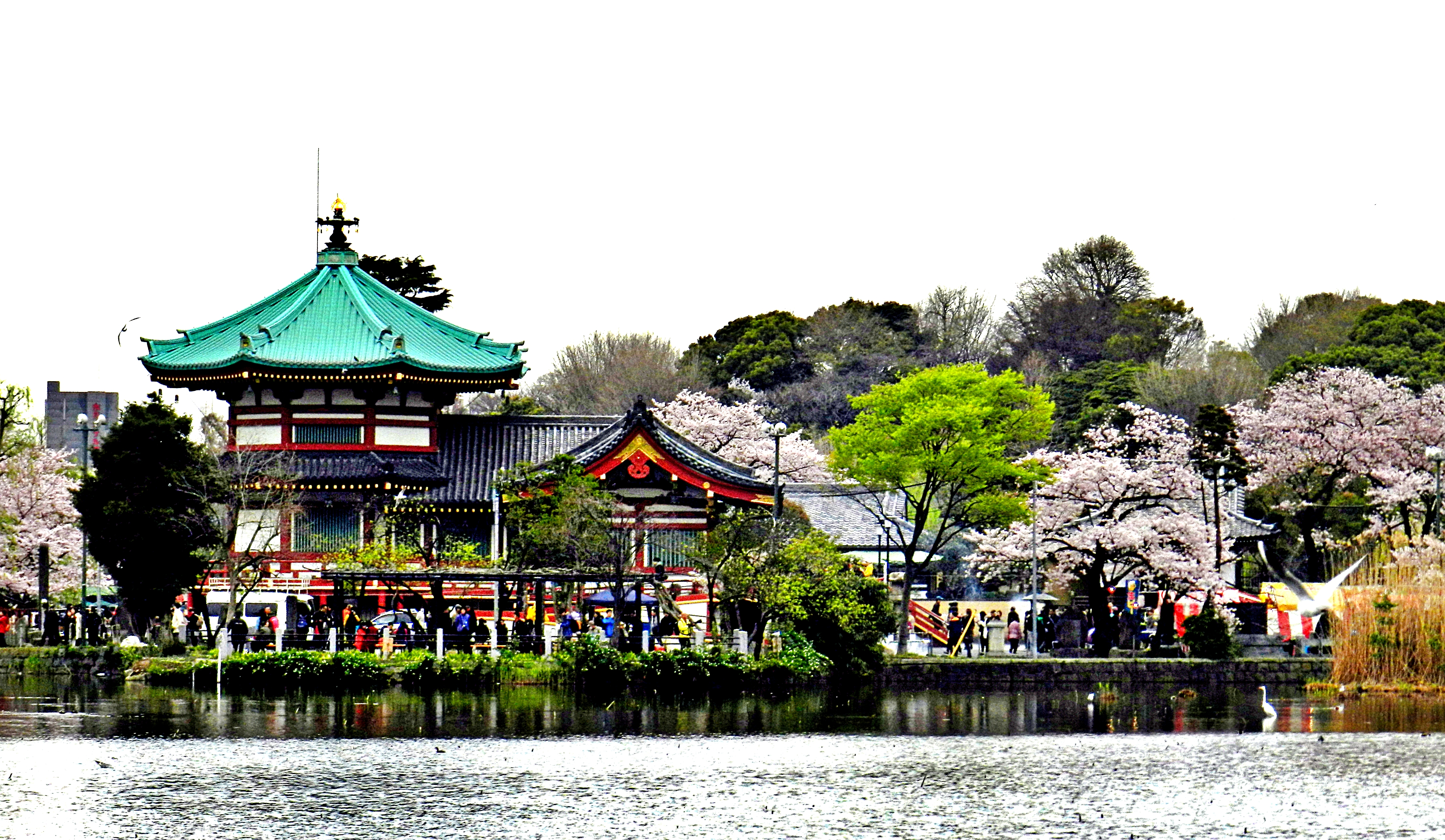
Temple benten-dō du parc Ueno.
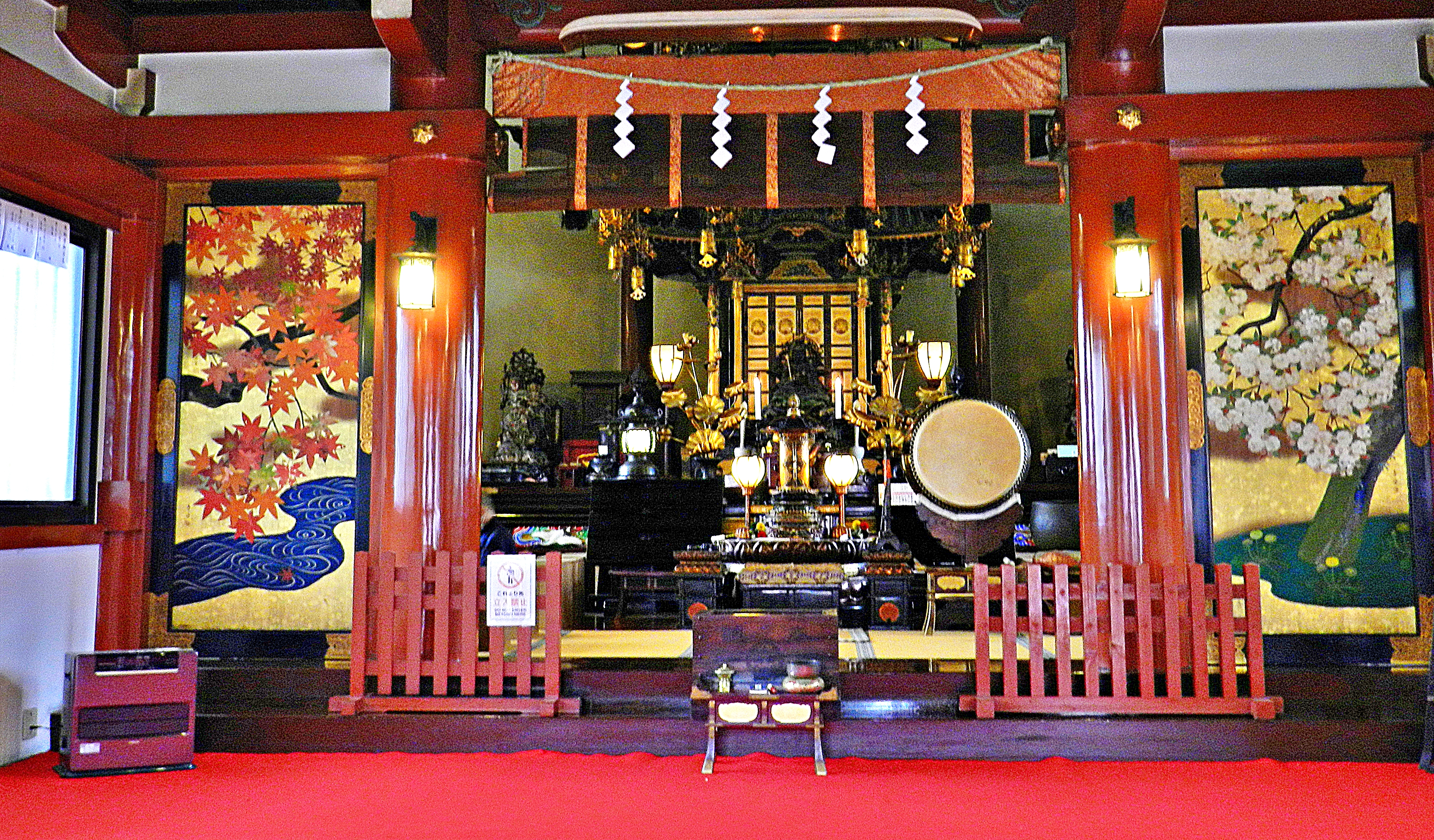
Intérieur du temple.

## Source de la traduction
- (en) Cet article est partiellement ou en totalité issu de l’article de Wikipédia en anglais intitulé « Benten-dō » (voir la liste des auteurs).